# Kapljuv
Kapljuv is een plaats in de gemeente Cetingrad in de Kroatische provincie Karlovac. De plaats telt 34 inwoners (2001).